# Colea purpurascens
Colea purpurascens là một loài thực vật có hoa trong họ Chùm ớt. Loài này được Seem. mô tả khoa học đầu tiên năm 1860.